# الدين في إسرائيل
الدين في  إسرائيل (إحصاء 2014)

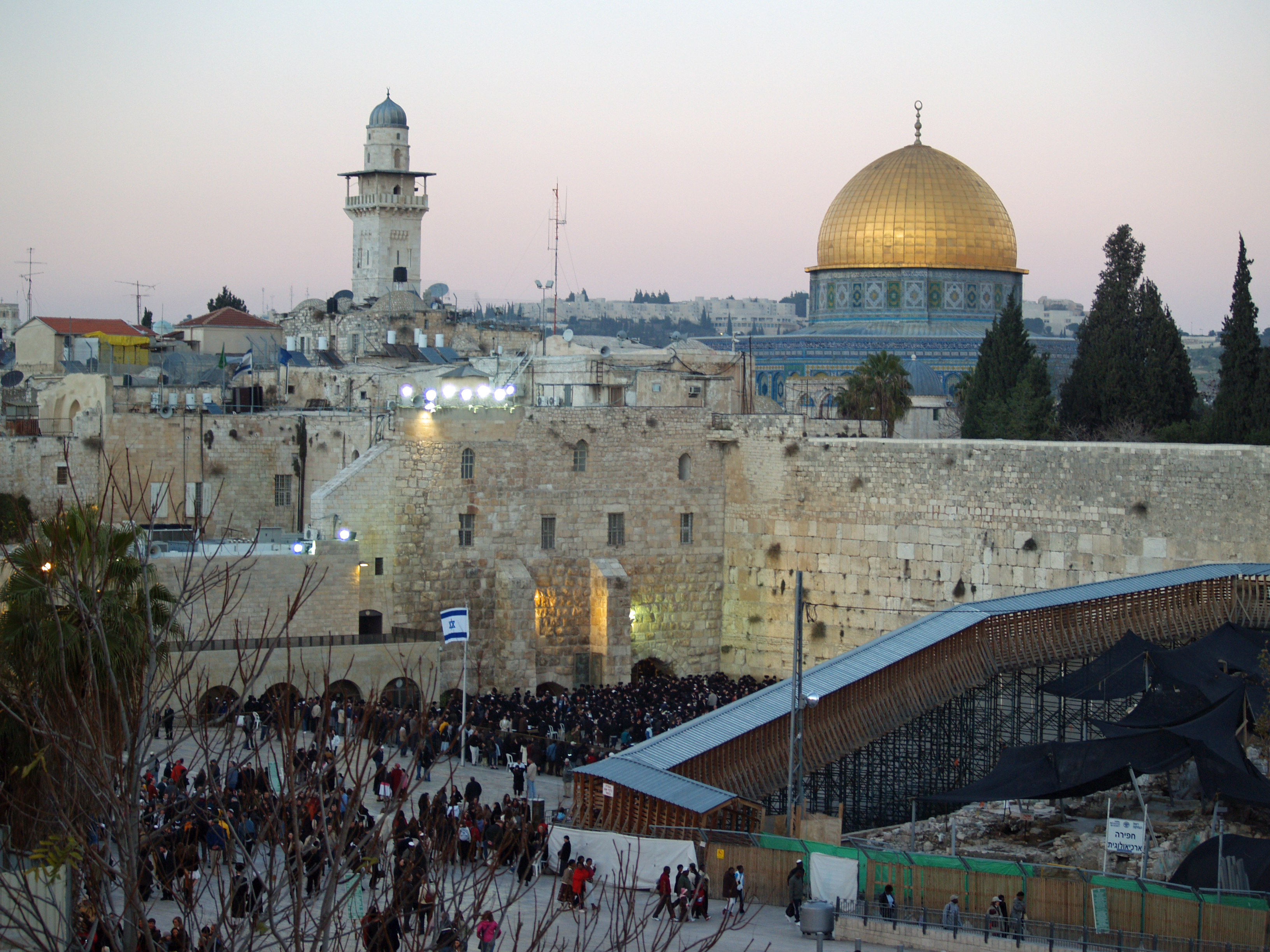
الحائط الغربي وقبة الصخرة في القدس. السيادة الإسرائيلية على القدس متنازع عليها دوليًا.

الدين في إسرائيل هو سمة أساسية من سمات البلاد ويلعب دورًا رئيسيًا في تشكيل الثقافة الإسرائيلية ونمط الحياة، وقد لعب دورًا مركزيًا في تاريخ إسرائيل.[بحاجة لمصدر] إسرائيل هي الدولة الوحيدة في العالم ذات الأغلبية اليهودية. وفقًا لدائرة الإحصاء المركزية الإسرائيلية في عام 2011، بلغت نسبة اليهود 75.4%، والديانات الأخرى 20.6%، وأقليات أخرى 4.1%. يتنوع الانتماء الديني للسكان الإسرائيليين ففي عام 2011 كان هناك 75.4% يهوديًا، و16.9% مسلمًا، و2.1% مسيحيًا، و1.7% درزيًا، والبقية يشكلون 4.0% يعتنقون السامرية، والبهائية، أو لادينيون لا يتبعون أي ديانة.